# Епархия Пуны
Епархия Пуны (лат. Dioecesis Poonensis) — епархия Римско-католической церкви c центром в городе Пуна, Индия. Епархия Пуны входит в митрополию Бомбея. Кафедральным собором епархии Пуны является собор святого Патрика.

## История
16 февраля 1854 года Святой Престол учредил апостольский викариат Пуны, выделив его из апостольского викариата Бомбея (сегодня — Архиепархия Бомбея).
1 сентября 1886 года Римский папа Лев XIII выпустил буллу Humanae salutis, которой преобразовал апостольский викариат Пуны в епархию.
В следующие годы епархия Пуны передала часть своей территории в пользу возведения новых церковных структур:
- 19 сентября 1953 года — епархии Белгаума;
- 5 мая 1987 года — епархии Нашика;
- 5 июля 2005 года — епархии Синдхудурга.

## Ординарии епархии
- епископ Вальтер Стейнс-Биссхоп (10.10.1860 — 11.01.1867) — апостольский администратор;
- епископ Johann Gabriel Léon Louis Meurin (23.03.1867 — 1.09.1886); — апостольский администратор;
- епископ Bernhard Beiderlinden (20.12.1886 — 1970);
- епископ Герман Генрих Дёринг (7.09.1907 — 15.01.1948);
- епископ Andrew Alexis D’Souza (12.05.1949 — 12.06.1967);
- епископ William Zephyrine Gomes (12.06.1967 — 1.12.1976);
- епископ Valerian D’Souza (7.07.1977 — 4.04.2009);
- епископ Thomas Dabre (4.04.2009 — 25.03.2023);
- епископ Джон Родригес (25.03.2023 — 30.11.2024 — назначен коадъютором архиепископа Бомбея).

## Источник
- Annuario Pontificio, Ватикан, 2007
- Булла Humanae salutis  (итал.)